# Едуар Баер
Едуа́р Бае́р (фр. Édouard Baer; нар. 1 грудня 1966, Париж, Франція) — французький актор, сценарист, режисер та продюсер.

## Біографія
Едуар Баер народився у Парижі 1 грудня 1966 року у сім'ї ельзаських євреїв. У віці 18-ти років він поступив до знаменитою приватної школи акторської майстерності Cours Florent, де познайомився з Ізабель Нанті, яка і стала його педагогом. У 1992–1997 роках разом з Аріелем Візманом Баер вів культовую передачу на Radio Nova «Великий клубок» (La grosse boule). Через деякий час Баер пробує себе на Canal+, де проявився його смак до абсурду й імпровізації.
Як кіноактор Едуар Баер дебютував у фільмі Фредеріка Жардена «Благородний порив» (1994). Зігравши коханця героїні Сандрін Кіберлен у фільмі «Нічого про Робера» (1999), Баер досяг зрілості як актор у 2001 році у стрічках «Викрадення для Бетті Фішер» Клода Міллера та в комедії «Бог великий, я маленька» за участю Одрі Тоту.
У 2001 році Едуар Баер зіграв роль Отіса у масшабному проекті Алена Шаба «Астерікс і Обелікс: Місія Клеопатра», а у 2012 році з'явився в четвертому фільмі «Астерікс і Обелікс у Британії», але вже в ролі Астерікса.
У 2000 він дебютував як режисер фільмом «Вілла „Бостелла“», до якого написав сценарій та виконав одну з ролей. Свою другу стрічку «На фіга» Баер поставив лише через п'ять років, запросивши на головну роль Жана Рошфора.
У 2002-му році актор отримав престижну театральну Премію Мольєра за роль у п'єсі «Клуб носіїв краваток» (Cravate Club), а згодом разом в Шарлем Берленом зіграв її в адаптованій екранній версії.
Едуард Баер, маючи чудовий голос, брав участь в переозвученні низки фільмів, та озвучував одну з ролей у французькій версії анімаційного фільму 2005 року «Роботи».
У 2001, 2002 та 2015 роках Баер був ведучим церемоній французької національної кінопремії «Сезар» та ведучим Каннського кінофестивалю у 2008, 2009, 2018 та 2019 роках.
У вересні 2019 року він вирішив не повертатися на другий сезон на чолі Lumières dans la nuit на France Inter. Однак 11 травня 2020 року він повернувся на France Inter у будні дні зі своєю щоденною програмою Lumières dans la nuit, програмою, яку Лоранс Блок, директор France Inter, назвав "втішним і радісним призначенням".

## Фільмографія (вибіркова)
За час акторської кар'єри Едуар Баер зіграв ролі у понад 60-ти кіно- та телефільмах.
Актор
| Рік  |    | Українська назва                    | Оригінальна назва                              | Роль                                        |
| ---- | -- | ----------------------------------- | ---------------------------------------------- | ------------------------------------------- |
| 1994 | ф  | Приємне божевілля                   | La folie douce                                 | Едуар                                       |
| 1994 | кф | Говоріть після звукового сигналу    | Parlez après le signal sonore                  |                                             |
| 1995 | ф  | Швидко                              | Fast                                           | другий бойфренд                             |
| 1995 | ф  | Спиця                               | Rai                                            |                                             |
| 1996 | тф | Серце мішені                        | Coeur de cible                                 | Сиріл Морі                                  |
| 1996 | ф  | Хамелеон                            | Caméléone                                      | мистецький критик                           |
| 1996 | ф  | Квартира                            | L'appartement                                  | актор театру                                |
| 1997 | ф  | Героїні                             | Héroïnes                                       | Френсіс                                     |
| 1999 | тф | Кімната чарівниць                   | La chambre des magiciennes                     | Симон                                       |
| 1999 | ф  | Нічого про Робера                   | Rien sur Robert                                | Ален де Ксантра                             |
| 1999 | ф  | Безмежний терор                     | Terror Firmer                                  | French Cool Cat                             |
| 2000 | ф  | Вілла «Бостелла»                    | La bostella                                    | Едуар                                       |
| 2001 | ф  | Бог великий, я маленька             | Dieu est grand, je suis toute petite           | Франсуа                                     |
| 2001 | ф  | Викрадення для Бетті Фішер          | Betty Fisher et autres histoires               | Алекс Басато                                |
| 2001 | ф  | Астерікс і Обелікс: Місія Клеопатра | Astérix & Obélix: Mission Cléopâtre            | Отіс                                        |
| 2002 | ф  | Клуб носіїв краваток                | Cravate club                                   | Адрієн                                      |
| 2003 | ф  | Любов зла                           | Le bison (et sa voisine Dorine)                | Луї де Бісон                                |
| 2003 | ф  | Ключі від машини                    | Les Clefs de bagnole                           | Актор, який відмовляється грати роль Лорана |
| 2004 | ф  | Два нулі                            | Double zéro                                    | Ле Маль                                     |
| 2004 | ф  | Брехня, зрада і тому подібне...     | Mensonges et trahisons et plus si affinités... | Рафаель Джулліан                            |
| 2004 | ф  | Пий до дна                          | À boire                                        | П'єр-Марі Аршамбо                           |
| 2005 | ф  | На фіга                             | Akoibon                                        | Даніель Стен                                |
| 2005 | ф  | Скільки ти коштуєш?                 | Combien tu m'aimes?                            | засмучений людина                           |
| 2006 | ф  | Тигрові загони                      | Les brigades du Tigre                          | інспектор Пужоль, заступник Валентина       |
| 2006 | ф  | Я думаю про тебе                    | Je pense à vous                                | Герман                                      |
| 2007 | ф  | Мольєр                              | Molière                                        | Дорант                                      |
| 2007 | ф  | Одна дівчина на двох                | La fille coupée en deux                        | Едуар                                       |
| 2008 | ф  | Я завжди хотів бути гангстером      | J'ai toujours rêvé d'être un gangster          | Джино, грабіжник                            |
| 2008 | ф  | Шахрайство                          | Passe-passe                                    | Даррі Марзукі                               |
| 2008 | ф  | Ми — легенди                        | Seuls Two                                      | священик                                    |
| 2008 | ф  | Світ для нас                        | Un monde à nous                                | Марк                                        |
| 2009 | ф  | Барони                              | Les barons                                     | Жак                                         |
| 2009 | ф  | Звичайна страта                     | Une exécution ordinaire                        | Васіллі                                     |
| 2010 | тф | Великий ресторан                    | Le grand restaurant                            | клієнт ресторану                            |
| 2010 | ф  | Приятель                            | Mon pote                                       | Віктор Гальєн                               |
| 2010 | ф  | Гітлер у Голлівуді                  | HH, Hitler à Hollywood                         | Едуар Баер                                  |
| 2011 | ф  | Курча з чорносливом                 | Poulet aux prunes                              | Азраєль                                     |
| 2012 | ф  | Астерікс і Обелікс у Британії       | Astérix et Obélix: Au service de Sa Majesté    | Астерікс                                    |
| 2013 | ф  | Велике повернення                   | Le grand retournement                          | трейдер                                     |
| 2013 | ф  | Скачки                              | Turf                                           | Фредді                                      |
| 2013 | ф  | Непереможні                         | Les invincibles                                | Стефан Дарсі                                |
| 2018 | ф  | Мадемуазель де Жонк'єр              | Mademoiselle de Joncquières                    | маркіз де Арсі                              |
| 2019 | ф  | Поліна і таємниця кіностудії        | Polina et le mystère d'un studio de cinéma     | хімік                                       |
| 2020 | ф  | Школа хороших дружин                | La bonne épouse                                |                                             |

Режисер, сценарист
- 1999 : Чіко, наша людини в Лісабоні / Chico notre homme à Lisbonne (короткометражний)
- 2000 : Вілла «Бостелла» / La bostella
- 2005 : На фіга / Akoibon
- 2011 : Молодший брат багатих / Le Petit frère des riches
- 2013 : Французькою / A la francaise (телевізійний)

## Визнання
У січні 2012 року Едуар Баер нагороджений французьким Орденом Мистецтв та літератури (Кавалер).
| Рік                | Категорія                     | Фільм                                      | Результат |
| ------------------ | ----------------------------- | ------------------------------------------ | --------- |
| Премія Сезар       |                               |                                            |           |
| 2002               | Найкращий актор другого плану | Викрадення для Бетті Фішер                 | Номінація |
| 2019               | Найкращий актор               | Мадемуазель де Жонк'єр                     | Номінація |
| Кришталевий глобус |                               |                                            |           |
| 2007               | Найкращий сольний концерт     | Ла Фоль і Справжня історія Луїджі Пріццоті | Перемога  |
| 2011               | Найкраща драма                | Miam-miam                                  | Перемога  |